# أكبر أباد (بنستان)
أکبر أباد (بالفارسية: اکبرآباد) هي قرية تقع في إيران في قسم بنستان الريفي.